# Fuglekollision
En fuglekollision er hvor en fugl flyver ind i eller rammes af noget.
Det kan være vinduer, køretøjer, flyvemaskiner, master, luftledninger og vindkraftværk.
Kollisionen resulterer ofte i fuglens død og kan være til fare for mennesker.
Fuglekollisioner kan variere betydeligt mellem fuglearter.
For USA er antallet af fugle døde some følge af kollision med en type vindkraftværk i 2013 anslået til at være mellem 140.000 og 328.000.
Maling af en af de tre vinger på vindkraftværk kan reducere antallet af kollisioner.
Afmærkning af luftledningerne kan have en effekt på fuglekollisionerne.